# Наташа Бундало Микић
Наташа Бундало Микић (Нови Сад, 26. новембар 1983) српска је песникиња, књижевница и критичарка.

## Биографија

### Школовање
Основну школу „Жарко Зрењанин” завршила у Новом Саду (1990–1998), Гимназију „Лаза Костић” завршила у Новом Саду (1998–2002), дипломирала на Одсеку за српску књижевност на Филозофском факултету у Новом Саду (2002–2012).

### Остало
Радила је као секретар Друштва књижевника Војводине (2016–2017). Ради као секретар Друштва новосадских књижевника од оснивања (2018), од 2020. као библиотекар у Градској библиотеци у Новом Саду. од 2022. ради као библиотекар у Библиотеци Матице српске.
Члан је Међународног фестивала поезије и кратке приче „Сцена свих креативних”. Члан Друштва књижевника Војводине и Друштва новосадских књижевника.

## Дела
Поезијом, прозом и критикама заступљена у часописима: Уметнички хоризонт (2016, 2017), Македонска Виделина (2018), Дневник (2018), Траг (2017–2018, 2020), Нови духовни мост (2020). Заступљена у зборницима и алманасима: Има нека тајна веза: зборник посвећен Д. Трифуновићу, Нови Сад, 2016; Песничка република, Ново Милошево 2016, 2017; Критичари о Бапи, Банатски културни центар, Ново Милошево 2018; Алманах прича Друштва новосадских књижевника, 2019; Алманах поезије Друштва новосадских књижевника, 2020; Алманах есеја Друштва новосадских књижевника, 2021.

### Књиге
- Гиневрин шапат, поезија, Ново Милошево 2015. COBISS.SR-ID - 299983623
- Лаковане беле ципеле: мали породични роман, роман, Ново Милошево 2016. COBISS.SR-ID - 309065479
- Кратки еспресо са господином, Ново Милошево 2018. COBISS.SR-ID - 325577223
- Трећи круг снова, поезија, Сремски Карловци 2019. COBISS.SR-ID - 329610759
- Годови блискости, поезија, Ново Милошево 2022. COBISS.SR-ID - 56303369
- Откључано,: изабране и нове песме, поезија, Нови Сад 2024.

### Награде
- Награда „Стражилово”, за књигу Трећи круг снова, 2019.[2]

### О поезији Наташе Бундало Микић
Трећа по реду збирка поезије, Трећи круг снова, Наташе Бундало Микић представља досад најзрелију њену песничку књигу, и по дубини имагинативног продора у језик, и по судару ониричког и стварносног, и по лепези мотива за стварање. Сан као поетички алат налази се у епицентру намере да се демистификује реални свет са својим привидима. Песникиња отвара питања и о самој песми, њеном бићу, настајању и мисији песника у свакодневном животу. Ту су и амбвалентни однос женског и мушког принципа, страх од стварности, нелагоде и демонске сенке у књижевном жовоту, бег у сањарење и лирски забран. Три је темељни број, израз божанског, и у човеку и у космосу. Круг је, пак, проширена тачка, симбол заштите, савршеност и хомогеност, алфа и омега, симбол времена. Трећи круг снова Наташе Бундало Микић доноси широк регистар тема обрађен на сериозан начин, али, такође, и са иронијске и критичке тачке, чиме се релативизује озбиљност замки и опасности на сваком кораку.